# Thabo Mokhesi
Thabo Mokhesi (ur. 11 grudnia 1981 w Maseru) – lesotyjski koszykarz, uczestnik Mistrzostw Afryki 2005.
W 2005 roku wziął udział w Mistrzostwach Afryki, gdzie reprezentacja Lesotho odpadła już po rundzie eliminacyjnej. Podczas tego turnieju wystąpił w czterech meczach, w których zdobył cztery punkty. Zanotował także jeden przechwyt, jeden blok i trzy zbiórki defensywne. Ponadto miał na swym koncie także dwa faule i trzy straty. W sumie na parkiecie spędził około 41 minut.